# آرشیوهای ملی ارمنستان
آرشیوهای ملی ارمنستان (ارمنی: Հայաստանի ազգային արխիվ; انگلیسی: National Archives of Armenia) بایگانی‌های ملی ارمنستان می‌باشد که تاریخ آنها به سال ۱۹۲۳ بازمی‌گردد و در ایروان و با شعبه‌های منطقه ای در سایر شهرها واقع شده‌است.